# NFL Europe 2005
Die NFL Europe 2005 war die 13. Spielzeit der Liga. Das World Bowl XIII genannte Finale in Düsseldorf gewannen erstmals die Amsterdam Admirals.

## Teilnehmer und Modus
Neu in der Liga waren die Hamburg Sea Devils, die die Scottish Claymores ersetzten. Damit kamen nun fünf der sechs Teilnehmer aus Deutschland. Rhein Fire spielte in der neu erbauten LTU arena in Düsseldorf, nachdem man die beiden Jahre zuvor auf die Arena AufSchalke in Gelsenkirchen ausweichen musste.
Jedes Team spielte ein Mal zu Hause und einmal auswärts gegen jede andere Mannschaft. Die beiden Erstplatzierten zogen in den World Bowl ein.
| Land        | Team               | Spielort                       | Head Coach     | Platzierung 2004         |
| ----------- | ------------------ | ------------------------------ | -------------- | ------------------------ |
| Niederlande | Amsterdam Admirals | Amsterdam ArenA                | Bart Andrus    | 3.                       |
| Deutschland | Berlin Thunder     | Olympiastadion Berlin          | Rick Lantz     | 1., Sieger World Bowl    |
| Deutschland | Cologne Centurions | RheinEnergieStadion, Köln      | Peter Vaas     | 4.                       |
| Deutschland | Frankfurt Galaxy   | Waldstadion, Frankfurt am Main | Mike Jones     | 2., Verlierer World Bowl |
| Deutschland | Hamburg Sea Devils | AOL-Arena, Hamburg             | Jack Bicknell  | —                        |
| Deutschland | Rhein Fire         | LTU arena, Düsseldorf          | Pete Kuharchek | 5.                       |

## Regular Season

### Übersicht
| ↓ Heim Auswärts →  | AMS   | BER   | COL   | FRA   | HAM   | RHE   |
| ------------------ | ----- | ----- | ----- | ----- | ----- | ----- |
| Amsterdam Admirals | •     | 31:27 | 30:12 | 48:10 | 27:10 | 24:14 |
| Berlin Thunder     | 27:16 | •     | 13:17 | 30:07 | 15:13 | 24:15 |
| Cologne Centurions | 24:37 | 23:17 | •     | 23:14 | 24:23 | 16:28 |
| Frankfurt Galaxy   | 23:14 | 24:31 | 17:20 | •     | 10:30 | 23:20 |
| Hamburg Sea Devils | 30:24 | 17:27 | 23:06 | 17:15 | •     | 31:24 |
| Rhein Fire         | 27:14 | 28:30 | 10:23 | 13:20 | 24:19 | •     |

### Spiele
| Woche 1       | Woche 1            | Woche 1 | Woche 1            |
| Datum         | Heimteam           | Erg.    | Auswärtsteam       |
| ------------- | ------------------ | ------- | ------------------ |
| 2. April 2005 | Berlin Thunder     | 30:07   | Frankfurt Galaxy   |
| 2. April 2005 | Cologne Centurions | 24:23   | Hamburg Sea Devils |
| 2. April 2005 | Amsterdam Admirals | 24:14   | Rhein Fire         |

| Woche 2        | Woche 2          | Woche 2 | Woche 2            |
| Datum          | Heimteam         | Erg.    | Auswärtsteam       |
| -------------- | ---------------- | ------- | ------------------ |
| 9. April 2005  | Frankfurt Galaxy | 23:14   | Amsterdam Admirals |
| 10. April 2005 | Berlin Thunder   | 15:13   | Hamburg Sea Devils |
| 10. April 2005 | Rhein Fire       | 10:23   | Cologne Centurions |

| Woche 3        | Woche 3            | Woche 3 | Woche 3          |
| Datum          | Heimteam           | Erg.    | Auswärtsteam     |
| -------------- | ------------------ | ------- | ---------------- |
| 16. April 2005 | Hamburg Sea Devils | 31:24   | Rhein Fire       |
| 16. April 2005 | Amsterdam Admirals | 31:27   | Berlin Thunder   |
| 16. April 2005 | Cologne Centurions | 23:14   | Frankfurt Galaxy |

| Woche 4        | Woche 4            | Woche 4 | Woche 4            |
| Datum          | Heimteam           | Erg.    | Auswärtsteam       |
| -------------- | ------------------ | ------- | ------------------ |
| 23. April 2005 | Rhein Fire         | 28:30   | Berlin Thunder     |
| 23. April 2005 | Cologne Centurions | 24:37   | Amsterdam Admirals |
| 23. April 2005 | Frankfurt Galaxy   | 10:30   | Hamburg Sea Devils |

| Woche 5        | Woche 5            | Woche 5 | Woche 5            |
| Datum          | Heimteam           | Erg.    | Auswärtsteam       |
| -------------- | ------------------ | ------- | ------------------ |
| 30. April 2005 | Berlin Thunder     | 27:16   | Amsterdam Admirals |
| 30. April 2005 | Hamburg Sea Devils | 23:06   | Cologne Centurions |
| 30. April 2005 | Frankfurt Galaxy   | 23:20   | Rhein Fire         |

| Woche 6     | Woche 6            | Woche 6 | Woche 6            |
| Datum       | Heimteam           | Erg.    | Auswärtsteam       |
| ----------- | ------------------ | ------- | ------------------ |
| 7. Mai 2005 | Rhein Fire         | 24:19   | Hamburg Sea Devils |
| 8. Mai 2005 | Amsterdam Admirals | 48:10   | Frankfurt Galaxy   |
| 8. Mai 2005 | Cologne Centurions | 23:17   | Berlin Thunder     |

| Woche 7      | Woche 7            | Woche 7  | Woche 7            |
| Datum        | Heimteam           | Erg.     | Auswärtsteam       |
| ------------ | ------------------ | -------- | ------------------ |
| 14. Mai 2005 | Berlin Thunder     | 24:15    | Rhein Fire         |
| 14. Mai 2005 | Hamburg Sea Devils | 30:24 OT | Amsterdam Admirals |
| 14. Mai 2005 | Frankfurt Galaxy   | 17:20 OT | Cologne Centurions |

| Woche 8      | Woche 8            | Woche 8 | Woche 8            |
| Datum        | Heimteam           | Erg.    | Auswärtsteam       |
| ------------ | ------------------ | ------- | ------------------ |
| 21. Mai 2005 | Rhein Fire         | 13:20   | Frankfurt Galaxy   |
| 22. Mai 2005 | Hamburg Sea Devils | 17:27   | Berlin Thunder     |
| 23. Mai 2005 | Amsterdam Admirals | 30:12   | Cologne Centurions |

| Woche 9      | Woche 9            | Woche 9 | Woche 9            |
| Datum        | Heimteam           | Erg.    | Auswärtsteam       |
| ------------ | ------------------ | ------- | ------------------ |
| 28. Mai 2005 | Frankfurt Galaxy   | 24:31   | Berlin Thunder     |
| 29. Mai 2005 | Cologne Centurions | 16:28   | Rhein Fire         |
| 29. Mai 2005 | Amsterdam Admirals | 27:10   | Hamburg Sea Devils |

| Woche 10     | Woche 10           | Woche 10 | Woche 10           |
| Datum        | Heimteam           | Erg.     | Auswärtsteam       |
| ------------ | ------------------ | -------- | ------------------ |
| 4. Juni 2005 | Rhein Fire         | 27:14    | Amsterdam Admirals |
| 4. Juni 2005 | Hamburg Sea Devils | 17:15    | Frankfurt Galaxy   |
| 5. Juni 2005 | Berlin Thunder     | 13:17    | Cologne Centurions |

### Tabelle
|    | Team               | S | N | U | SQ    | P+  | P−  | Heim | Ausw. |
| -- | ------------------ | - | - | - | ----- | --- | --- | ---- | ----- |
| 1. | Berlin Thunder     | 7 | 3 | 0 | 0.700 | 241 | 191 | 4–1  | 3–2   |
| 2. | Amsterdam Admirals | 6 | 4 | 0 | 0.600 | 265 | 204 | 5–0  | 1–4   |
| 3. | Cologne Centurions | 6 | 4 | 0 | 0.600 | 188 | 212 | 3–2  | 3–2   |
| 4. | Hamburg Sea Devils | 5 | 5 | 0 | 0.500 | 213 | 196 | 4–1  | 1–4   |
| 5. | Frankfurt Galaxy   | 3 | 7 | 0 | 0.300 | 163 | 246 | 2–3  | 1–4   |
| 6. | Rhein Fire         | 3 | 7 | 0 | 0.300 | 203 | 224 | 2–3  | 1–4   |

Legende: Siege, Niederlagen, Unentschieden, SQ Siegquote, P+ erzielte Punkte, P− gegnerische Punkte, Heim Heimbilanz (Siege–Niederlagen), Ausw. Auswärtsbilanz (Siege–Niederlagen).
Amsterdam errang den zweiten Platz, weil es beide Spiele gegen die Centurions gewonnen hatte.

## World Bowl XIII
Das Finale zwischen den beiden bestplatzierten Mannschaften, als Yellow Strom World Bowl XIII bezeichnet, fand am Samstag, den 11. Juni 2005 in der LTU arena in Düsseldorf statt. Erstmals trug das Finale einen Sponsornamen.
Die Amsterdam Admirals standen zum zweiten Mal im World Bowl, den World Bowl III hatten sie verloren. Berlin Thunder stand in seiner zum vierten Mal in fünf Jahren im Finale. Bisher hatten die Berliner bei allen World-Bowl-Teilnahmen gewonnen, zuletzt im Vorjahr.

### Spielablauf
|                          |                        | World Bowl XIII |         |                    |  |                                                  |
| Düsseldorf 11. Juni 2005 |                        | Berlin Thunder  | 21 : 27 | Amsterdam Admirals |  | LTU arena Zuschauer: 35.134 Referee: Scott Green |
| Düsseldorf 11. Juni 2005 | (0:7, 7:10, 0:7, 14:3) | Berlin Thunder  |         | Amsterdam Admirals |  | LTU arena Zuschauer: 35.134 Referee: Scott Green |

Die Admirals konnten ihren ersten Ballbesitz mit einem Punktgewinn abschließen. Nach einem Drive über 9 Spielzüge und 68 Yards schloss Quarterback Kurt Kittner mit einem 22-Yard-Pass auf Wide Receiver Ruvell Martin ab. Im zweiten Viertel konnte die Admirals ihre Führung nach einem Fumble der Thunder-Offense ausbauen. Amsterdam startete an der 12-Yard-Linie der Berlin und Kittner warf einen 12-Yard-Pass zu Tight End Mike Gomez zum Touchdown. Nachdem die Admirals eine 4th Down Conversion der Thunder gestoppten hatten, starteten sie an Berlins 27-Yard-Linie. Diesmal gelang die Defense der Berliner besser und die Admirals mussten sich mit einem 32-Yard-Field-Goal von Kicker Chris Snyder begnügen. Die Admirals führten damit 17:0. Kurz vor Ende der ersten Halbzeit konnte Thunder einen Drive über 4 Spielzüge und 51 Yards starten, den Quarterback Dave Ragone mit einem 10-Yard-Pass auf Wide Receiver Aaron Boone abschloss.
Auch im dritten Viertel nutzten die Admirals ihren ersten Drive über vier Spielzüge und 80 Yards zum Punkten. Runningback Jonathan Smith lief 18 Yard für den Touchdown. Im letzten Viertel begann Thunder die Aufholjagd. In einem Drive, der in den letzten Sekunden des dritten Viertels begann, führte Ragone sein Team in einem fünf Spielzüge langen 80-Yard-Drive an, der mit einem 10-Yard-Touchdown-Pass auf Runningback Little John Flowers endete. Die Admirals antworteten mit einem 28-Yard-Field Goal von Snyder. Ragone und seine Thunder antworteten mit einem zehn Spielzüge langen 78-Yard-Drive, den Ragone selbst mit einem 10-Yard-Quarterback-Sneak abschloss. Mit einem weiteren langen Drive brachten sich die Berlin Thunder erneut in die Nähe der Redzone, wo die Admirals die Berlin Thunder 5 Sekunden vor Schluss zu einem 4th Down zwangen. Dieser letzte Spielzug endete damit, dass Norman LeJeune einen für Wide Receiver Redd bestimmten Pass abwehrte.
Most Valuable Player des Spiels wurde Kurt Kittner, Quarterback der Admirals.

## Trivia
Vor dem Sieg der Admirals im World Bowl hatte zuletzt 1997 eine nicht deutsche Mannschaft den World Bowl gewonnen, damals die Barcelona Dragons.